# Közönséges csuklyásmajom
A közönséges csuklyásmajom (Cebus capucinus) az emlősök (Mammalia) osztályának a főemlősök (Primates) rendjébe, ezen belül a csuklyásmajomfélék (Cebidae) családjába és a csuklyásmajomformák (Cebinae) alcsaládjába tartozó faj.
Ez a majomfaj a Cebus emlősnem típusfaja.

## Előfordulása

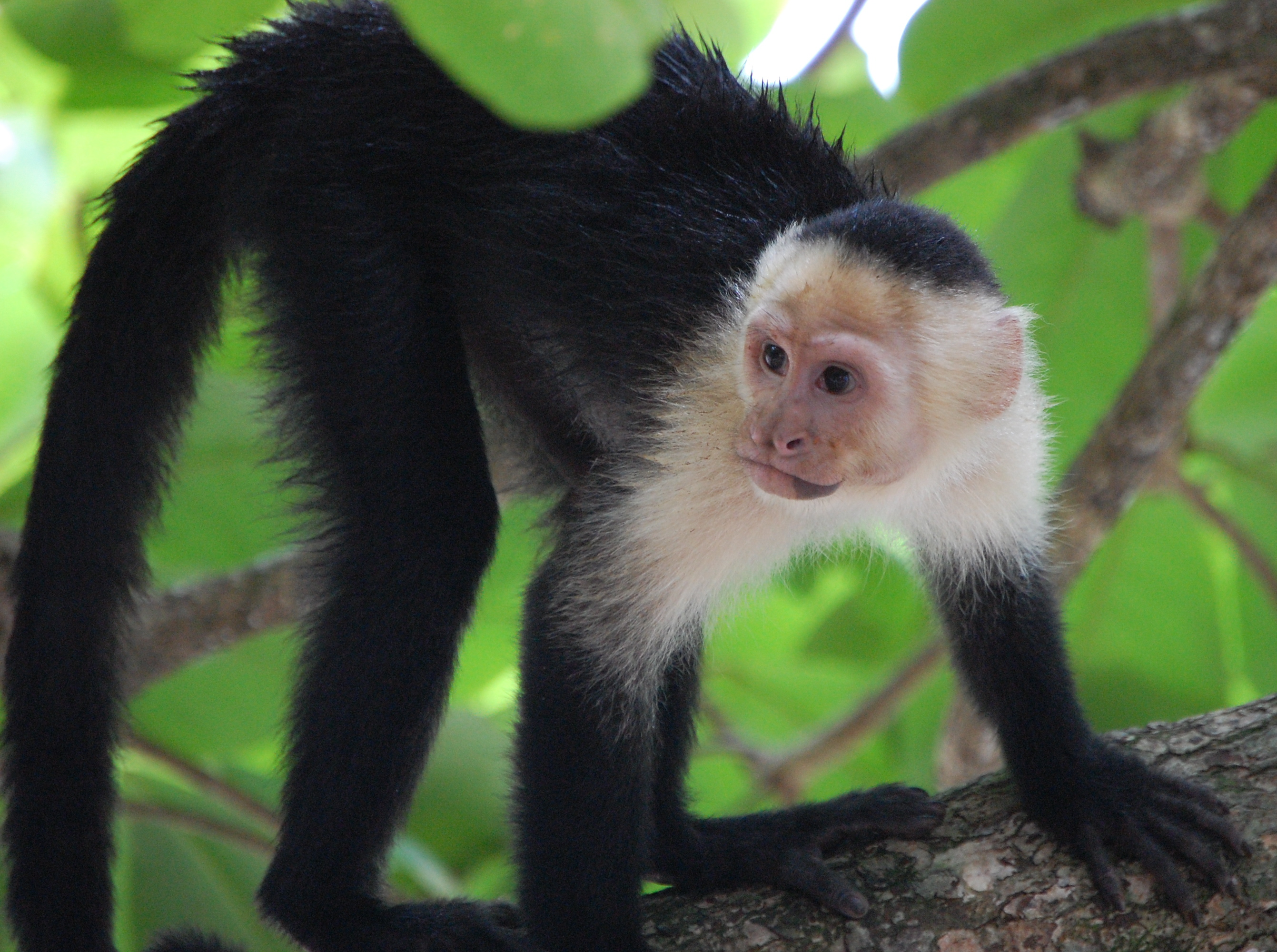
Közönséges csuklyásmajom Costa Ricában

A közönséges csuklyásmajom megtalálható Közép-Amerika legnagyobb részén, de Dél-Amerikában már csak szórványosan. Közép-Amerikában az elterjedési területe magába foglalja Hondurast, Nicaraguát, Costa Ricát és Panamát. E területeken kívül még megtalálható Guatemala keleti részén és Dél-Belizében, de az itteni állományok még nincsenek hivatalosan igazolva. A közönséges csuklyásmajom dél-amerikai előfordulása a kontinens északnyugati részén van; azon a sávban, amely a Csendes-óceán és az Andok között található, vagyis Kolumbia és Északnyugat-Ecuador között. Ez a majomfaj a legközönségesebb a következő nemzeti parkokban: Manuel Antonio Nemzeti Park, Corcovado Nemzeti Park, Santa Rosa Nemzeti Park és Soberanía Nemzeti Park.

## Alfajai
A tudósok között nincs egyetértés abban, hogy a közönséges csuklyásmajomnak van-e vagy nincs alfaja; és ha van, hányféle. Egyes kutatók 3 alfajt különböztetnek meg a megjelenésük alapján, bár az eltérések nagyon csekélyek.
- Cebus capucinus capucinus - Dél-Ecuadortól, Kolumbián keresztül Kelet-Panamáig
- Cebus capucinus imitator - Nicaraguától, Costa Ricán keresztül Nyugat-Panamáig
- Cebus capucinus limitaneus - Hondurástól Észak-Nicaraguáig

Viszont a legtöbb kutató nem fogadja el a fenti alfajokat; sőt a C. c imitator és C. c. limitaneus alfajokat a C. c. capucinus szinonimáinak tartják.

## Megjelenése
A közönséges csuklyásmajom szőrzete nagy részben fekete, csak a hasi része a nyakáig, válla, elülső lábainak felkarja és a pofa körüli szőrzet fehéressárga. Pofája rózsaszín. Fogófarkát felcsavarva tartja. A kifejlett állatok fej-testhossza 33,5 - 45,3 centiméter, farokhossza 55,1 centiméter, súlya 3,9 kilogramm. A hím 27 százalékkal nagyobb a nősténynél. Agysúlya 79,2 gramm; ez nagyobb, mint sok más dél-amerikai majomé.

## Életmódja
A közönséges csuklyásmajom sokféle erdőtípusban előfordul; idős- és fiatalerdőkben, örökzöld- és lombhullatókban, száraz- és esőerdőkben, mangrovékban és hegyekben. De elsősorban az idős és fiatal erdőket részesíti előnyben. A legtöbb közönséges csuklyásmajom az idős, örökzöld és a vízben bővelkedő erdőkben él.
Az állat általában 20 fős csoportokban jár. A csoportokban mindkét nem megtalálható. Tápláléka gyümölcsök és egyéb növényi részek, rovarok és egyéb gerinctelenek, de gerincesek is, köztük gyíkok, békák, madárfiókák és kisemlősök. A táplálék megszerzéséhez és védelem céljából tárgyakat is használnak. Bundájukhoz gyógynövényeket dörzsölnek.
A közönséges csuklyásmajom kis mérete ellenére hosszú életű, legfeljebb 54 évet élhet.[forrás?]

## Szaporodása
E majomfaj csoportjaiban több hím is párosodhat több nősténnyel, nem csak a vezérpár szaporodik. A közeli rokonok kerülik az egymással való párosodást, amely kivételes szokás az újvilági majmok között. A párosodás körülbelül 2 percig, és a vemhesség 5 - 6 hónapig tart. A száraz időszakban, december - április között, 1, néha 2 kölyök születik. A kölyök 6 hétig „utazik” az anyja hátán, 3 hónaposan már kezdi felfedezni környezetét. Az elválasztás 6 - 12 hónap után történik meg. A kölyköt a csoport összes tagja, nemtől függetlenül, gondozza. Az ivarérettséget 3 évesen éri el. A nőstény 7 évesen ellik először; ezután minden 26 hónapban ellik egyszer. A hím csak 10 éves korától párosodhat (valószínű, hogy addig nem engedik az idősebb hímek).

## Képek

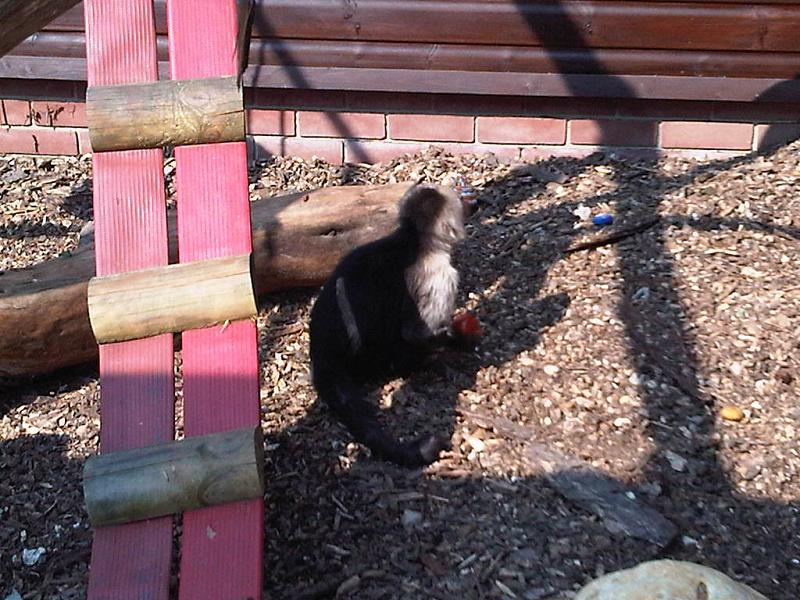
Az angliai Wight-sziget állatkertjében
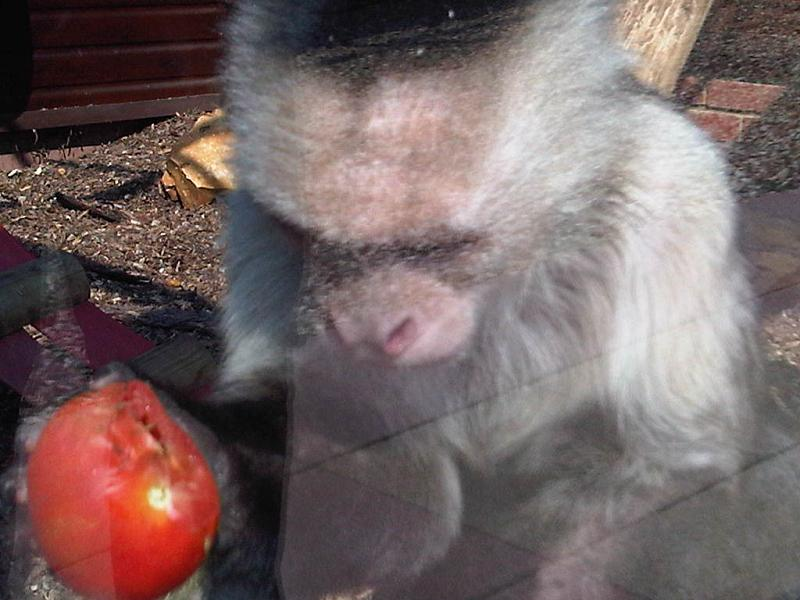
paradicsomot majszolva
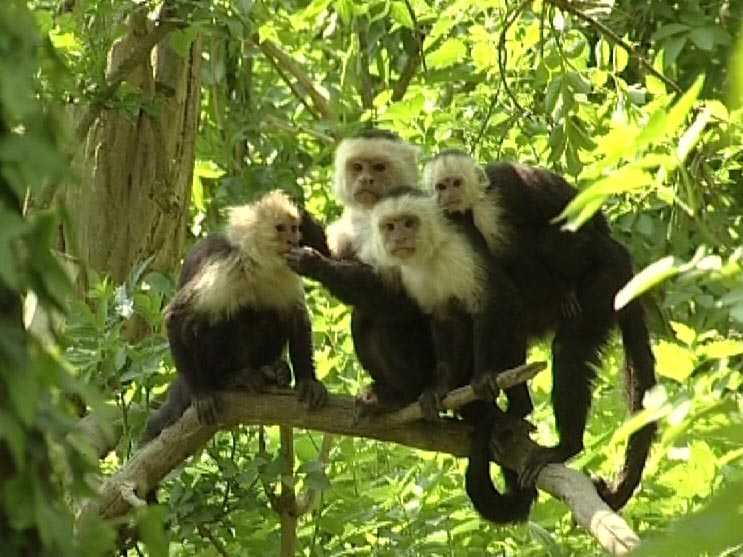
Csoportosan
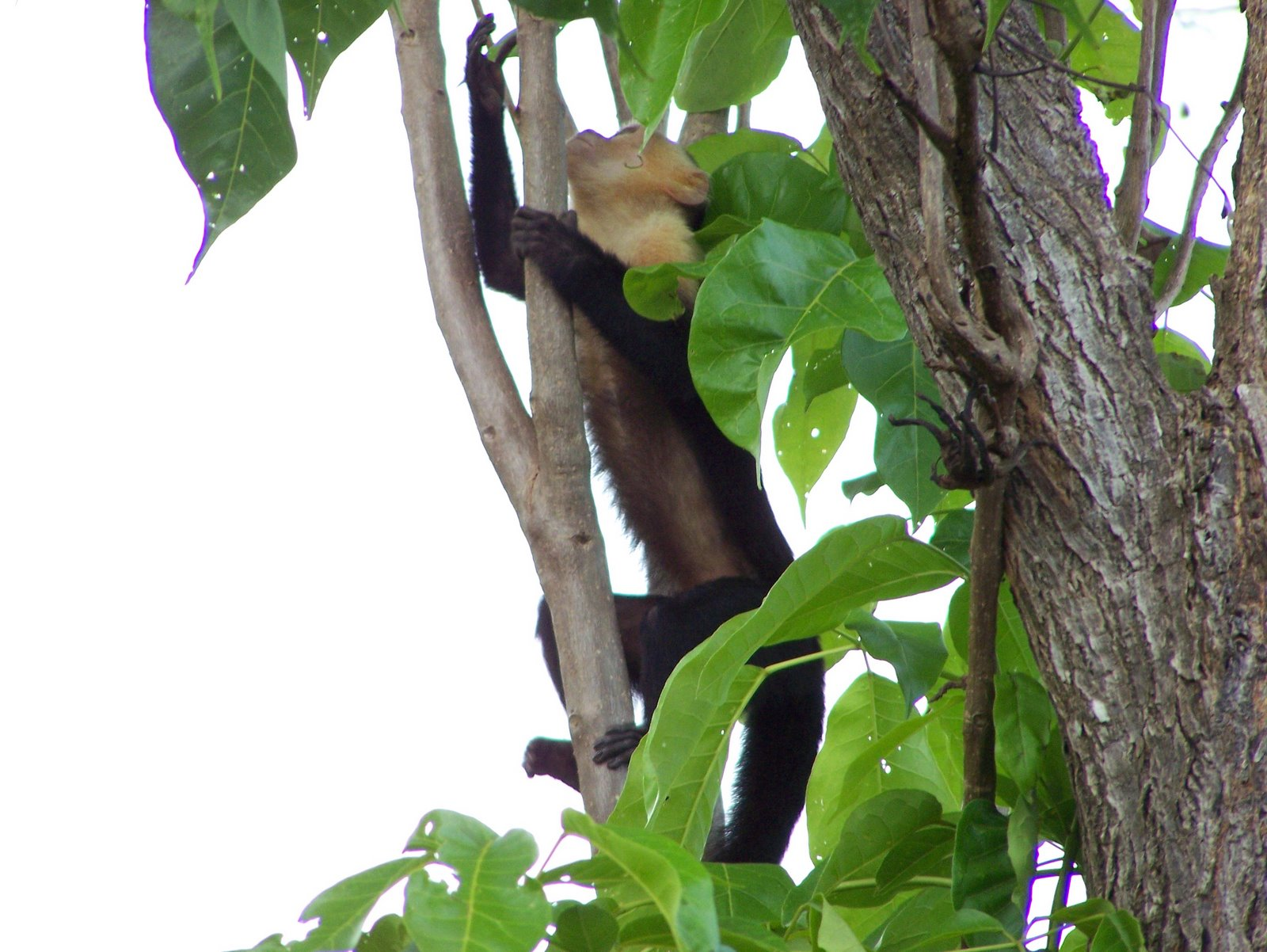
fára mászva

### Fordítás
- Ez a szócikk részben vagy egészben  a   White-headed capuchin című angol Wikipédia-szócikk fordításán alapul.  Az eredeti cikk szerkesztőit annak laptörténete sorolja fel. Ez a jelzés csupán a megfogalmazás eredetét és a szerzői jogokat jelzi, nem szolgál a cikkben szereplő információk forrásmegjelöléseként.